# Ram Dass
Richard Alpert, también conocido como Baba Ram Dass बाबा राम दास (Boston, Massachusetts, 6 de abril de 1931-Maui, Hawái, 22 de diciembre de 2019), fue un maestro espiritual contemporáneo  y escritor estadounidense que escribió en 1971 el libro Be Here Now.

## Biografía
Conocido por su asociación con Timothy Leary en la Universidad de Harvard en los primeros años de la década de 1960. Ambos fueron despedidos de sus puestos como profesores por experimentar los efectos de las drogas psicodélicas con humanos —en este caso estudiantes de la propia universidad—. También fue conocido por sus viajes a la India y su asociación con el gurú hindú Neem Karoli Baba. Nacido judío, hijo de un influyente abogado, se convirtió al hinduismo.
Falleció en su domicilio de Maui el 22 de diciembre de 2019 a los ochenta y ocho años.

## Obras

### Libros
- Identification and Child Rearing (con R. Sears y L. Rau) (1962) Stanford University Press
- The Psychedelic Experience: A Manual Based on the Tibetan Book of the Dead (con Timothy Leary y Ralph Metzner) (1964) ISBN 0-8065-1652-6
- LSD (con Sídney Cohen) (1966) ISBN 0-453-00120-3
- Be Here Now (1971) ISBN 0-517-54305-2
- Doing Your Own Being (1973)
- The Only Dance There Is (1974) ISBN 0-385-08413-7
- Grist for the Mill (con Steven Levine) (1977) ISBN 0-89087-499-9
- Journey of Awakening: A Meditator's Guidebook (1978) ISBN 0-553-28572-6
- Miracle of Love: Stories about Neem Karoli Baba (1979) ISBN 0-525-47611-3
- How Can I Help? Stories and Reflections on Service (con Paul Gorman) (1985) ISBN 0-394-72947-1
- Compassion in Action: Setting Out on the Path of Service (con Mirabai Bush) (1991) ISBN 0-517-57635-X
- Still Here: Embracing Aging, Changing and Dying (2000) ISBN 1-57322-871-0
- Paths to God: Living The Bhagavad Gita (2004) ISBN 1-4000-5403-6

### Documentales
- Ram Dass, Fierce Grace (un documental biográfico hecho en el 2001 sobre Ram Dass, por Lemle Productions)
- Ram Dass, Going Home (un documental biográfico hecho en el 2017 sobre Ram Dass, por Netflix)
- Dying to Know
- Becoming Nobody